# Une rue à Marly
Ne doit pas être confondu avec Une rue de Marly-le-Roi.
Une rue à Marly (titre inexact, appelé également Place du Marché) est un tableau d'Alfred Sisley de 1876. Il se trouve depuis 1913 à la Kunsthalle de Mannheim. Peint au Port-Marly, il est reproduit sur le lieu de sa création sur un parcours du Pays des Impressionnistes.

## Description
C’est une huile sur toile qui mesure 50 × 65 cm. Sisley a figuré des personnages apparaissant presque transparents.
Le tableau est décrit dans le catalogue de la collection de François Depeaux : « A gauche, deux maisons à volets verts, dont l'angle porte une lanterne à gaz. Un caniveau descend entre les pavés de gauche à droite et rejoint une autre route que l'on voit remonter et tourner à droite, longée de maisons. un fond de verdures et quelques figures de-ci de-là. »

## Analyse
La toile figure la route de Versailles à Port-Marly. Les bâtiments et les commerces n'ont pas changé.

## Reproduction sur un parcours du Pays des Impressionnistes

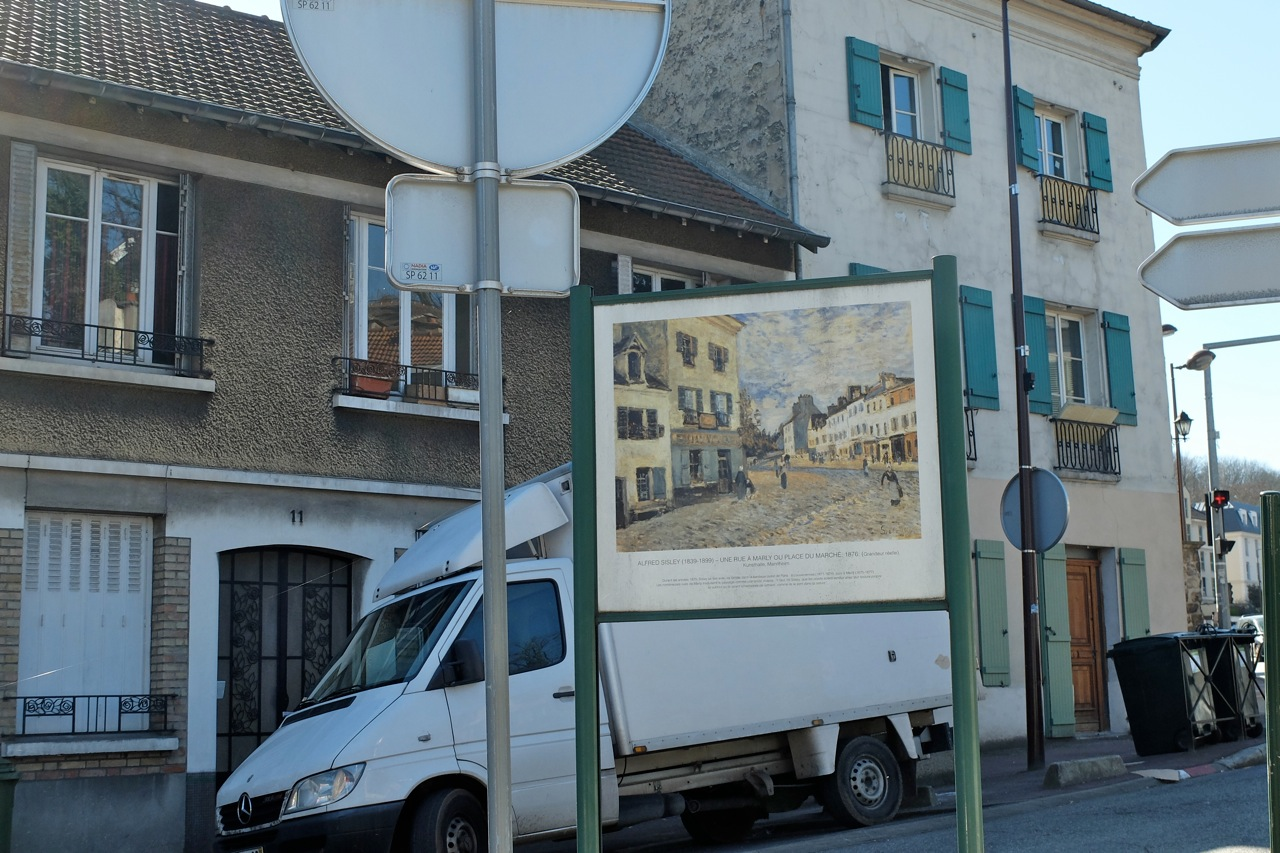
Plaque de la reproduction du tableau sur le lieu de sa création.

Une reproduction du tableau grandeur réelle est exposée depuis les années 1990 à l'endroit de sa création, le long d'un parcours du Pays des Impressionnistes, au numéro 9 de la rue Jean-Jaurès de Port-Marly, à l'angle avec la route reliant Versailles à Saint-Germain-en-Laye. Malgré l'intense circulation, la plupart des maisons sont toujours reconnaissables de nos jours.

## Provenance
- 1894 Paul Durand-Ruel, Paris[5]
- 1894 François Depeaux, Rouen
- 1906 vente Depeaux-Decap, Me Lair-Dubreuil, Paris, galerie Georges Petit, 31 mai 1906 1er juin 1906, n° 68
- 1906 Paul Durand-Ruel, Paris (6 100 francs)
- 1913 acquis par le musée Kunsthalle, Mannheim[6]